# Fritz Mauthner
Fritz Mauthner (22. listopadu 1849 Hořice – 29. června 1923 Meersburg), byl německý novinář, filozof a kritik jazyka, básník a spisovatel.

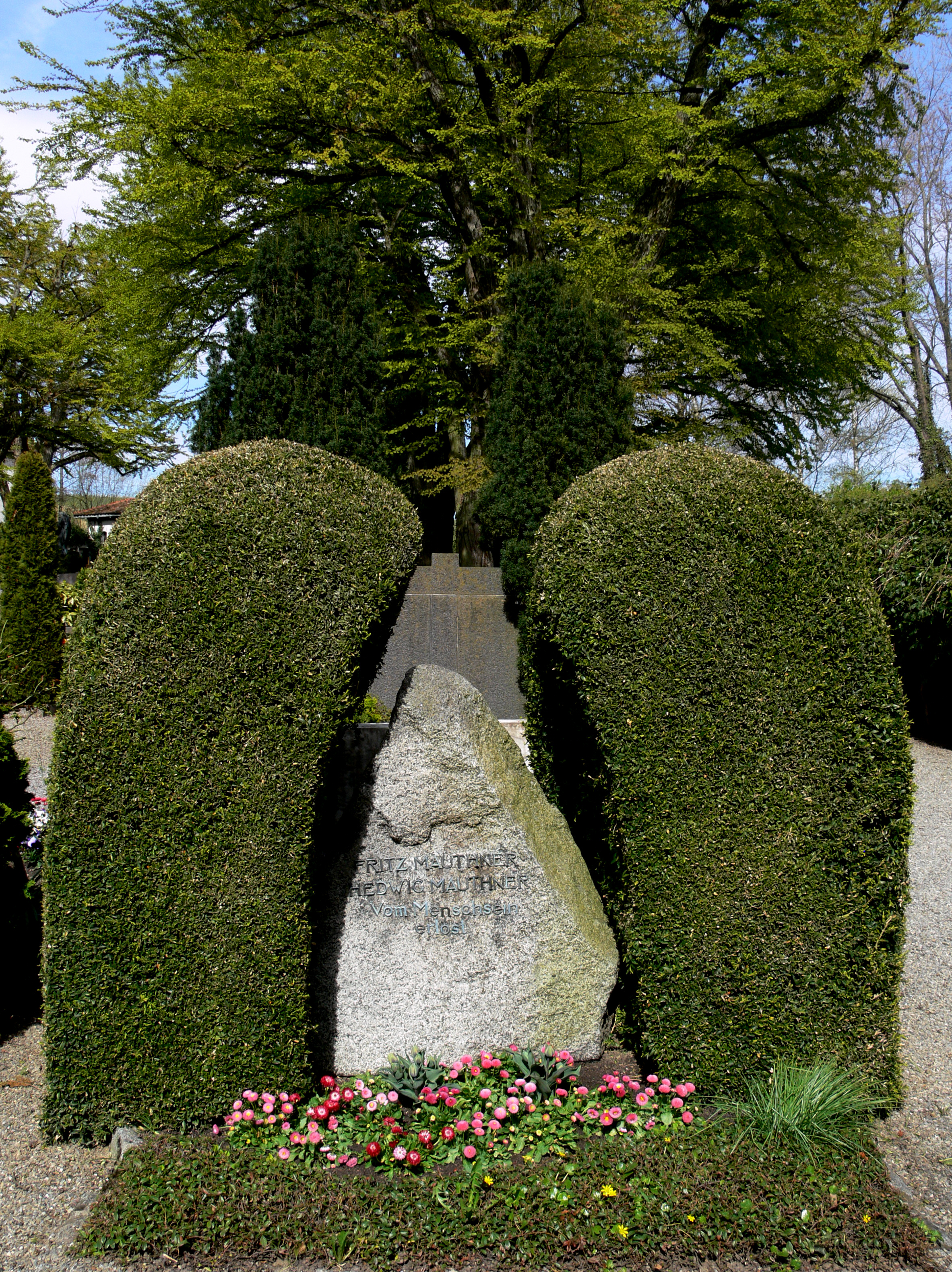
Hrob Fritze Mauthnera na hřbitově v Meersburgu

## Životopis
Fritz Mauthner se narodil 22. listopadu 1849 ve východočeských Hořicích v liberální židovské rodině textilního průmyslníka Emmanuela Mauthnera. V roce 1855 rodina přesídlila do Prahy. Mladý Fritz navštěvoval několik tříd židovské přípravné školy. Následně maturoval na malostranském gymnáziu. Po maturitě studoval na právnické fakultě pražské univerzity, studium ale nedokončil. V létě roku 1871 putoval jako student Šumavou a tam se prý rozhodl stát se spisovatelem. Roku 1876 se z obdivu k bismarckovskému Německu přestěhoval do Berlína, kde psal divadelní kritiky a od roku 1895 byl šéfredaktorem deníku Berliner Tagblatt. Byl jedním z prvních kritiků nedostatečnosti jazyka, čímž ovlivnil pozdější Vídeňský kruh a zejména L. Wittgensteina. Spolu s M. Buberem se zabýval také západní i východní mystikou a atheismem. Roku 1911 se oženil s lékařkou H. Straubovou a vydával "Knihovnu filosofů", ale brzy se stáhl z veřejného života. Fritz Mauthner zemřel deset let před nástupem nacismu 29. června 1923 v Meersburgu u Bodamského jezera, kde žil od roku 1909.

## Hlavní díla
- Beiträge zu einer Kritik der Sprache (Příspěvky ke kritice jazyka). 3 sv., 1901–1902
- Die Sprache (Řeč). 1907
- Wörterbuch der Philosophie (Filosofický slovník). 2 sv., 1910–1911
- Der Atheismus und seine Geschichte im Abendland (Atheismus a jeho dějiny na Západě). 4 sv., 1920–1023